# Premio literario Giuseppe Tomasi di Lampedusa

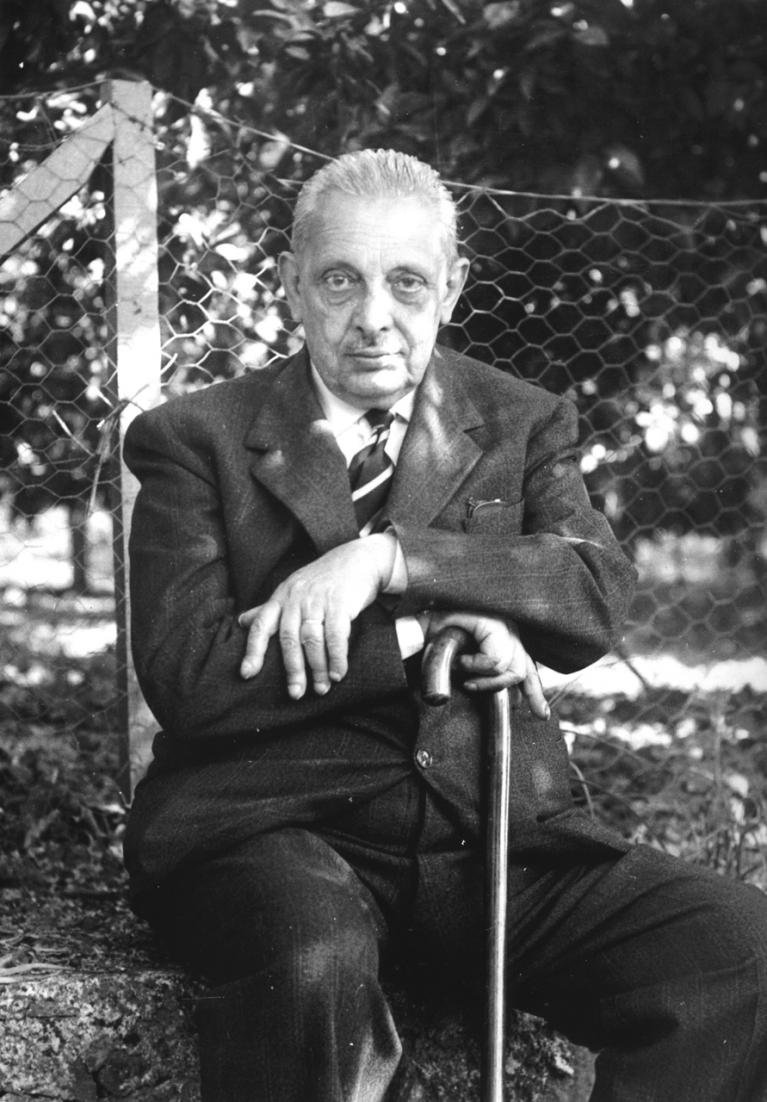
Giuseppe Tomasi di Lampedusa

El Premio literario internacional Giuseppe Tomasi di Lampedusa se organiza cada año en la localidad de Santa Margherita di Belice, tierra de El gatopardo, en la provincia de Agrigento. Lleva el nombre del escritor italiano Giuseppe Tomasi di Lampedusa, autor de El gatopardo. El premio tiene como principal objetivo impulsar en la producción literaria los temas de la paz y de la convivencia entre los pueblos. El mensaje ético-político está presente en cada edición del premio; la prueba más palpable de esto es que los jurados y los premiados denotan su carácter pluricultural. 
La ceremonia de entrega del premio se organiza cada año durante la primera semana de agosto en la plaza Matteotti de Santa Margherita di Belice. Personajes de la cultura o del cine, suelen acompañar al escritor premiado. En 2004, por ejemplo, la madrina del Premio fue la actriz Claudia Cardinale; en 2006, el padrino fue Nicola Piovani; otros colaboradores han sido personajes como Giuseppe Tornatore, Enzo Garinei, Luca Zingaretti, Michele Placido, Katia Ricciarelli, Sebastiano Suma, Mario Rubio, Gianfranco Jannuzzo, Fiorella Mannoia, Luigi Lo Cascio, Franco Battiato, Ron, Raffaele Riefoli, Leo Gullotta, Lando Buzzanca, Giancarlo Giannini, Noemi, Angelo Branduardi o Francesco Scianna. El acto de entrega, en diversas ediciones ha sido presentado por la periodista Rosanna Cancilleres; en el 2015 y en el 2016 fue Serena Autieri; en 2017, Daniela Poggi; en 2018 y 2019, la actriz Roberta Giarrusso y el periodista Nino Graziano Luca.

## Jurado
El jurado del premio es presidido por el profesor Gioacchino Lanza Tomasi, hijo adoptivo del autor de El gatopardo, Giuseppe Tomasi di Lampedusa y compuesta por docentes de literatura italiana como Salvador Silvano Nigro, Giorgio Ficara y Mercedes Monmany. En las ediciones precedentes, ha formado parte del jurado la poeta Maria Luisa Spaziani, fallecida en 2014.

## Premiados
El premio para los escritores ha sido conferidos desde 2003:
- 2003 - Abraham B. Yehoshua, por La esposa liberada
- 2004 - Tahar Ben Jelloun, por Amores stregati
- 2005 - Claudio Magris, por A ciegas
- 2006 - Anita Desai, por Fuego sobre la montaña
- 2008 - Edoardo Sanguineti, por Smorfie
- 2009 - Kazuo Ishiguro, por Nocturnos
- 2010 - Francesco Orlando, por La doble seduzione
- 2011 - Valeria Parrella, por Cuál amor
- 2012 - Amos Oz, por El monte de la mala junta
- 2013 - Mario Vargas Llosa, por El sueño del celta
- 2014 - Javier Marías, por Los enamoramientos
- 2015 - Fleur Jaeggy, por Son el hermano de XX
- 2016 - Emmanuel Carrère, por El reino
- 2017 - Orhan Pamuk, por La mujer de los cabellos rojos
- 2018 - Fernando Aramburu, por Patria
- 2019 - Carlo Ginzburg, por Nondimanco[2]
- 2020 - Guzel Yájina, por Zuleika abre los ojos[3]